# 人口寄与危険割合
人口寄与危険割合（じんこうきよきけんわりあい）とは疫学における指標の1つであり、「集団寄与危険割合」とも呼ばれ、集団全体と非暴露群における疾病の頻度の差である人口寄与危険度が、集団全体における疾病の頻度に占める割合である。
「集団全体の発生率から非暴露群の発生率を引いたもの」が人口寄与危険度となり、それを「集団全体の発生率」で除したものである。
人口寄与危険度が集団全体の発生率に占める割合を示しており、「0-1」をとる比率として、もしくは百分率で「0-100％」の範囲で表す。
|          | 疾病あり | 疾病なし | 計  |
| -------- | -------- | -------- | --- |
| 暴露あり | A        | B        | A+B |
| 暴露なし | C        | D        | C+D |
| 計       | A+C      | B+D      | T   |

{\displaystyle R={\cfrac {{\cfrac {A+C}{A+B+C+D}}-{\cfrac {C}{C+D}}}{\cfrac {A+C}{A+B+C+D}}}}
R:人口寄与危険割合
{\displaystyle R=1-{\cfrac {\cfrac {C}{C+D}}{\cfrac {A+C}{A+B+C+D}}}}
このように、上記のように変形でき、「人口寄与危険割合」は「1－人口相対危険度の逆数」に等しい。
{\displaystyle R={\cfrac {{\cfrac {\cfrac {A+C}{A+B+C+D}}{\cfrac {C}{C+D}}}-1}{\cfrac {\cfrac {A+C}{A+B+C+D}}{\cfrac {C}{C+D}}}}}
また、上記のようにも変形でき、「人口寄与危険割合」は「(人口相対危険度－1)/人口相対危険度」に等しい。
これらは、寄与危険割合と相対危険度の関係と同様である。

## 暴露率との関係
「集団内における暴露群の割合」である暴露率をPとした場合、「集団全体の発生率＝暴露群の発生率×P＋非暴露群の発生率×（1-P）」となる。
これを「人口寄与危険割合＝（集団全体の発生率－非暴露群の発生率）/集団全体の発生率」に代入すると、
人口寄与危険割合
＝［｛暴露群の発生率×P＋非暴露群の発生率×（1-P）｝－非暴露群の発生率）］/｛暴露群の発生率×P＋非暴露群の発生率×（1-P）｝
＝｛暴露群の発生率×P－非暴露群の発生率×P）/｛暴露群の発生率×P＋非暴露群の発生率×（1-P）｝
＝｛暴露群の発生率－非暴露群の発生率）/［暴露群の発生率＋非暴露群の発生率×｛（1/P）－1｝］
＝｛暴露群の発生率/非暴露群の発生率－1）/［暴露群の発生率/非暴露群の発生率＋（1/P）－1］
＝（相対危険度－1）/｛相対危険度－1＋（1/P）｝
従って、「人口寄与危険割合」は、「相対危険度」より計算でき、「集団内の暴露率」に影響される指標である。
「相対危険度－1」は過剰相対危険度であり、「人口寄与危険割合」は「(過剰相対危険度×P)/(過剰相対危険度×P＋1)」とも表せる。

## 患者内暴露率との関係
また「患者内における暴露群の割合」である患者内暴露率をP'とした場合、
相対危険度
＝暴露群のリスク/非暴露群のリスク
＝(患者内の暴露者/集団全体内の暴露者)/(患者内の非暴露者/集団全体内の非暴露者)
＝(P'/P)/{(1-P')/(1-P)}
＝{P'(1-P)}/{P(1-P')}
これより、「1/P＝相対危険度×{(1－P’)/P’}＋1」となり、
人口寄与危険割合
＝(相対危険度－1)/[相対危険度－1＋相対危険度×{(1－P’)/P’}＋1]
＝(相対危険度－1)/｛相対危険度×(1/P’)｝
＝{(相対危険度－1)/相対危険度}×P’
＝寄与危険割合×P’
つまり、「人口寄与危険割合」は、「寄与危険割合」と「患者における暴露率」の積から求められる。